# استفانو سیمونچلی
استفانو سیمونچلی (انگلیسی: Stefano Simoncelli; ۱۲ نوامبر ۱۹۴۶ – ۲۰ مارس ۲۰۱۳) ورزشکار شمشیربازی اهل ایتالیا بود.
وی در مسابقات کشوری و بین‌المللی در مجموع برندهٔ ۱ مدال نقره شده‌است.